# Ola de calor en el oeste de América del Norte de 2021
La Ola de calor en el oeste de América del Norte de 2021, fue  una ola de calor extrema y continua en el oeste de América del Norte que afectó gran parte del noroeste del Pacífico y el oeste de Canadá a finales de junio de 2021. El calor afectó al norte de California, Idaho, el oeste de Nevada, Oregón y el estado de Washington en los Estados Unidos, así como a la Columbia Británica y, en su última fase, Alberta, Manitoba, los Territorios del Noroeste, Saskatchewan y Yukon, en Canadá. También ha afectado a las regiones del interior del centro y sur de California, el noroeste y sur de Nevada y partes de Montana y Wyoming, aunque las anomalías de temperatura no fueron tan extremas como las regiones más al norte.
La ola de calor apareció debido a una cresta excepcionalmente fuerte centrada sobre el área, cuya fuerza fue un efecto del cambio climático. Resultó en algunas de las temperaturas más altas jamás registradas en la región, incluida la temperatura más alta jamás medida en Canadá a 49,6 °C (121,3 °F). La ola de calor ha provocado numerosos incendios forestales extensos, que alcanzan un área de cientos de kilómetros cuadrados, lo que ha provocado una interrupción generalizada en las carreteras. Uno de ellos destruyó en gran parte Lytton, en la Columbia Británica, el pueblo donde se había establecido la temperatura récord para Canadá. El calor también causó daños a la infraestructura vial y ferroviaria, obligó al cierre de negocios, interrumpió los eventos culturales y provocó el derretimiento generalizado de los nevados, algunos de los cuales provocaron inundaciones. El número exacto de muertos aún se desconoce, pero sigue creciendo. El 2 de julio de 2021, el forense jefe de Columbia Británica dijo que se reportaron alrededor de 480 muertes súbitas más de lo habitual en la provincia, lo que sugiere que la mayoría o todas ellas podrían haber muerto como resultado del calor. 
Las muertes en los Estados Unidos incluyen al menos 95 en Oregón (de las cuales 59 están en el condado de Multnomah, con la ciudad de Portland) y al menos 38 en Washington.

## Antecedentes

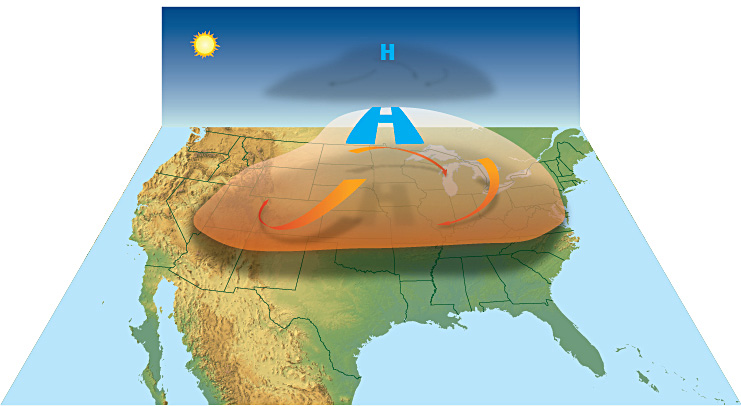
Formación de una ola de calor a través de una cúpula de calor. En este escenario, el área de alta presión empuja el aire hacia abajo, calentando la columna de aire; pero incluso cuando el aire se vuelve cada vez más liviano y más caliente debido a la energía del sol, no puede escapar de la cúpula debido a la alta presión, situación que se ha comparado con la cocción a presión.

El noroeste del Pacífico se encuentra cerca de North Pacific High, un anticiclón semipermanente que es más activo en verano. Además de eso, 2021 es un año de La Niña, un fenómeno durante el cual las aguas más cálidas permanecen en la parte occidental del Océano Pacífico.
El 23 de junio, el Servicio Meteorológico Nacional de los Estados Unidos advirtió sobre una ola de calor que se acercaba en el noroeste del Pacífico, cuyos orígenes podrían remontarse a las lluvias torrenciales en China. Allí, el aire cálido y húmedo se elevó y finalmente fue absorbido por la corriente en chorro, que lo transportó hacia el este sobre aguas más frías. Cuando esa corriente de aire encontró una zona de alta presión en el nivel superior, también llamada cresta, comenzó a deformarse significativamente el 25 de junio, obligando a acomodar el área de alta presión al sur del meandro de la corriente en chorro. Al mismo tiempo, los estados del suroeste están sufriendo una intensa sequía, que anteriormente permitió temperaturas superiores a la media en el suroeste de los Estados Unidos, lo que provocó una ola de calor similar a principios de junio. 
Sus remanentes luego se trasladaron al norte hasta el noroeste del Pacífico.
Estas condiciones dieron paso a un bloque de Rex masivo, que se forma con más frecuencia durante los años de La Niña. En esta situación, un área de alta presión permanece allí por mucho tiempo y no deja pasar los ciclones, lo que podría haber enfriado la región. Como el noroeste del Pacífico, al igual que el suroeste, experimentó condiciones de sequía severa, el aire ya cálido se estaba calentando más rápidamente de lo normal, lo que intensificó la cresta con tanta fuerza que causó un domo de calor. De hecho, el 27 de junio, la altura a la que se mantuvo la presión de aire de 500 hPa (altura geopotencial) se informó en 5.986 m (19.639 pies) en Prince George, Columbia Británica, la más alta jamás registrada en el área; las estaciones adyacentes han informado de manera similar valores récord. Los vientos descendentes de las Cascadas y otras cadenas montañosas calentaron aún más el aire en los valles. Después de que la cúpula de calor se cernió sobre la Columbia Británica y el noroeste de los Estados Unidos durante unos días, comenzó a moverse hacia el este, batiendo récords al este de las Montañas Rocosas, particularmente en la parte norte de las provincias de las Praderas, pero trayendo alivio a la costa del Pacífico. En esta etapa, el calor se mantiene entre los frentes cálidos y fríos del área de baja presión que se ha formado sobre el sur de los Territorios del Noroeste y se transporta hacia el este hacia la Bahía de Hudson. Se esperan condiciones sofocantes en los próximos días tan al este como Montana, Manitoba, y en el extremo noroeste de Ontario, aunque no se espera que las temperaturas sean tan altas.
Se considera que el cambio climático en Canadá y Estados Unidos son las principales causas de la intensidad y duración sin precedentes de la ola de calor, aunque si la frecuencia de estos los bloques omega se deben al calentamiento global aún no se conoce. Con base en datos históricos, varios meteorólogos señalaron que se podría esperar que este fenómeno ocurriera solo una vez durante varios miles de años.

## Impacto
La ola de calor es un problema para las principales ciudades del noroeste. Seattle y Portland tenían el porcentaje más bajo y el tercero más bajo de hogares con aire acondicionado entre las principales áreas metropolitanas de los Estados Unidos, respectivamente. En 2015, una encuesta de la Oficina del Censo de Estados Unidos encontró que solo el 33% de los hogares de Seattle tienen unidades de aire acondicionado (A / C); pero ese número aumentó al 44% en la encuesta de 2019, probablemente debido a la tendencia al calentamiento en esa área.
La tasa de hogares con aire acondicionado es aún menor en Columbia Británica, a pesar de los marcados aumentos a lo largo de los años: BC Hydro calculó que solo el 34% de los residentes de la provincia usaban estos aparatos de refrigeración, mientras que un análisis separado indicó que solo el 19% de los hogares de Metro Vancouver usaban aire acondicionado en 2017. Por estas razones, las autoridades han eliminado las restricciones relacionadas con COVID-19 para refugios de enfriamiento designados en Oregón, Washington y Columbia Británica.
El calor extremo y las condiciones secas han llevado a científicos, bomberos y varios políticos a que no utilicen fuegos artificiales durante las celebraciones del Día de la Independencia en el oeste de Estados Unidos  y el Día de Canadá en Alberta.

### Canadá

#### Columbia Británica
En Columbia Británica, 103 muertes más de las esperadas en un período de cuatro días fueron remitidas al médico forense hasta el 29 de junio. El número aumentó a 321 al día siguiente,  y aproximadamente a 480 dos días después. El forense jefe de la provincia también señaló que en los cinco años anteriores al evento, la provincia había tenido solo tres bajas relacionadas con el calor. Debido al volumen de llamadas de emergencia sin precedentes, los servicios de emergencia dejaron los cuerpos de las víctimas, mientras la policía y las ambulancias continuaban respondiendo a otras llamadas. Los despachadores de emergencia de E-Comm respondieron casi 15,300 llamadas el 26 y 27 de junio; esto es aproximadamente un 55 por ciento por encima de lo normal para el mes. Del 25 al 28 de junio, las ambulancias de los Servicios de Salud de Emergencia de Columbia Británica respondieron a 187 llamadas por agotamiento por calor y 52 llamadas por insolación.
El 28 de junio, 15 distritos escolares en el Bajo Continente de Columbia Británica, incluidos todos los distritos dentro de Vancouver, cerraron debido al calor y la falta de suficiente infraestructura de enfriamiento;  muchos también han cambiado o acortado los horarios de los martes para evitar el calor. Los sitios de vacunación COVID-19 también han sufrido interrupciones debido a las condiciones climáticas.
La ola de calor provocó el rápido deshielo de algunos de los nevados de las Montañas Rocosas, lo que provocó una orden de evacuación de una semana en el valle de Pemberton debido al aumento del nivel del agua; También se observaron aumentos extremos de agua en Squamish  y se emitieron alertas en otros lugares de la provincia. También ha hecho que la demanda de electricidad se disparara a niveles nunca antes vistos: BC Hydro informó niveles de consumo que alcanzaron los 8.500 MW.
El calor extremo llevó a condiciones de incendios forestales excepcionalmente peligrosas, que llevó a Mike Flannigan, un científico de incendios forestales de la Universidad de Alberta, a decir que la temporada de incendios de verano podría ser "horrible" si persistían las condiciones extremas. Al menos 19 incendios forestales se encendieron entre el 27 y el 29 de junio, pero la mayoría permaneció por debajo de las 5 hectáreas (12 acres);  un incendio, sin embargo, creció a al menos 2 km 2 (0,77 millas cuadradas) para el 29 de junio, lo que provocó evacuaciones. El 30 de junio, se dieron más órdenes, cuando dos grandes incendios se extendieron fuera de control: el que estaba cerca del lago Kamloops creció a 200 km 2 (77 millas cuadradas) a partir de la tarde del 30 de junio, y el otro, al norte de Lillooet, ha medido de forma similar decenas de kilómetros cuadrados. Además de eso, las nubes de pirocumulus se formaron debido a una quema tan extensa, produciendo varios cientos de miles de rayos y complicando aún más los esfuerzos para contener los incendios.
El 3 de julio de 2021, los bomberos estaban luchando contra más de 170 incendios forestales y los militares estaban listos para responder ante cualquier indicación. Los incendios se desataron en la ciudad de Boston Bar, que se encuentra cerca de Lytton.
En la noche del mismo día, Lytton, el asentamiento que había estado batiendo récords nacionales de calor en los días anteriores, junto con varias reservas de las Primeras Naciones, recibieron la orden de evacuar cuando un incendio forestal se acercaba a la aldea, donde más tarde se ha extendido. destrucción de los edificios,  que un diputado local, Brad Vis, ha estimado en un 90% y carreteras dañadas, instalaciones de telecomunicaciones y de energía, así como el ferrocarril que pasa por el asentamiento;  al menos dos personas murieron mientras se escondían de las llamas. El incendio en el asentamiento obligó al cierre de una sección de la autopista 1 de Columbia Británica, parte de la autopista Trans-Canada, así como de la autopista 12, que termina en Lytton.
La agricultura también ha sufrido pérdidas. Se informó que las granjas de frambuesa en el Bajo Continente y los productores de lechuga en el Valle de Okanagan estaban luchando con cosechas deterioradas.

#### Alberta
AESO el regulador de electricidad de Albertan, notó que la demanda avanzaba lentamente hacia un máximo histórico (11.721 MW), lo que llevó al operador a solicitar formalmente a los consumidores que ahorren energía.  Además, Beaumont emitió una prohibición obligatoria sobre el uso de agua no esencial, citando condiciones de sequía.
En el sur de Alberta, el calor ha incendiado los campos de trigo en algunos lugares, lo que, combinado con una severa sequía en la provincia, ha puesto en peligro la cosecha.

### Estados Unidos
La ola de calor causó daños a la infraestructura en el noroeste del Pacífico. Las carreteras, incluida la Interestatal 5 comenzaron a doblarse debido a la expansión térmica, lo que provocó cierres y otros inconvenientes para los conductores. La distorsión de los rieles inducida por el calor, llamada pliegue solar, en la ruta de las Cascadas de Amtrak requirió la operación del tren de pasajeros a una velocidad más lenta que la normal. Además, el evento ha provocado importantes incendios en la costa oeste, de modo que se desplegaron 9.000 bomberos para extinguirlos.

#### California

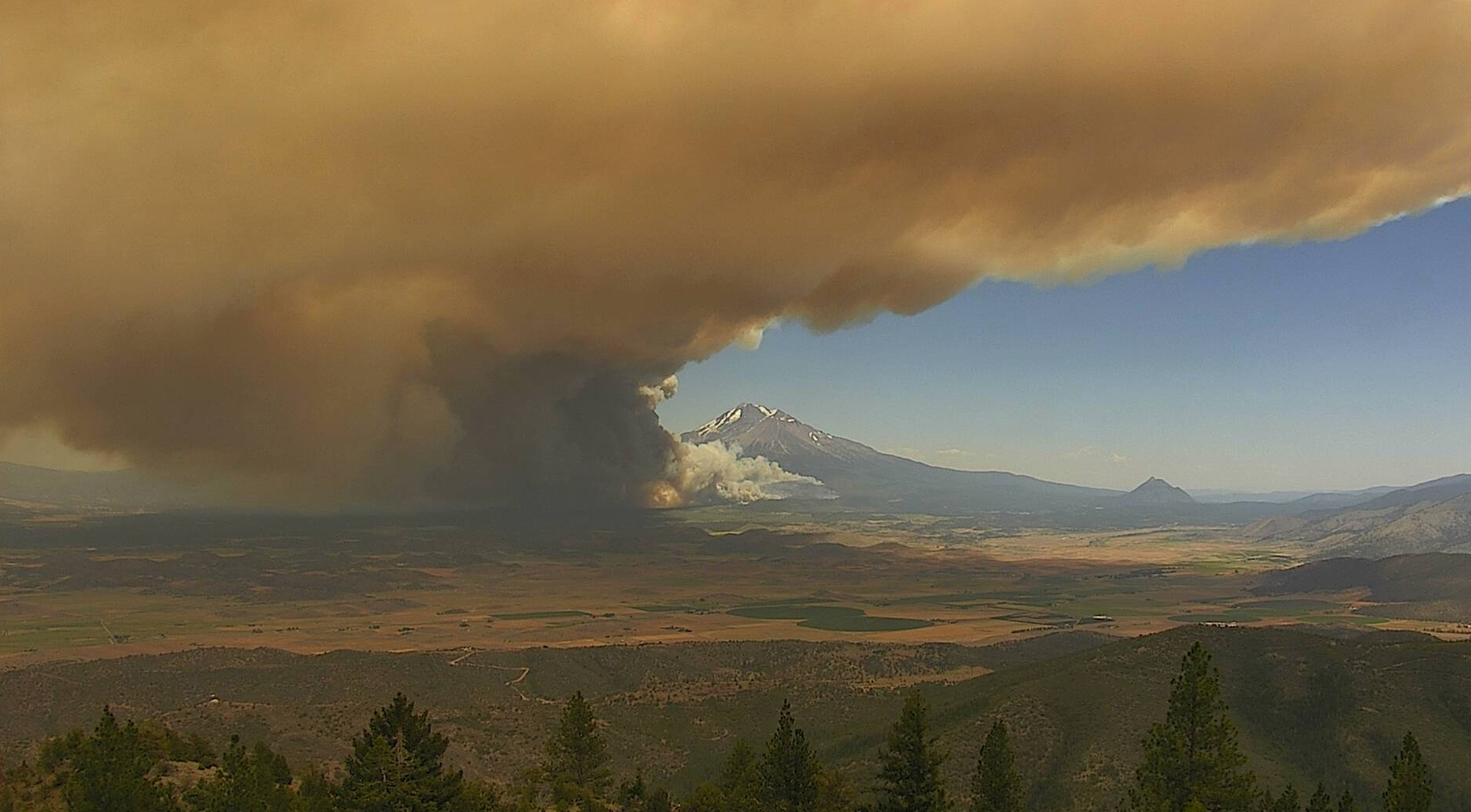
Incendio forestal cerca del Monte Shasta el 28 de junio de 2021.

La mayoría de las partes del estado se salvaron de las temperaturas más altas registradas, pero las condiciones de sequía extrema han facilitado incendios forestales generalizados. En el extremo norte de California, han estallado tres grandes incendios: "Fuego de lava" que arde al oeste del monte Shasta , causado por un rayo el 25 de junio, "Tennant Fire" en el condado de Siskiyou y " Salt Fire "en el condado de Shasta, al norte de Redding fuertes vientos, que estaban causando tornados de fuego en algunos lugares y la vegetación seca han obstaculizado los esfuerzos para contener los incendios, lo que ha provocado cierres en la Ruta 97 de los EE. UU. Los vientos eran tan fuertes que los residentes de Medford, Oregon, ca. 81 millas (130 km) al norte de los incendios, informó haber visto cenizas caer del cielo.
El fuego de lava, que ha alcanzado un área de casi 24,000 acres (97 km 2), ha provocado la evacuación de 3,500 residentes en los alrededores.

#### Idaho
Idaho no ha visto temperaturas récord, ni la ola de calor ha causado muertes, pero ha causado algunos trastornos. Idaho Power, una empresa de electricidad que presta servicios a la mayor parte del estado, ha pedido formalmente a los residentes que ahorren energía en las horas pico y el Capitolio del Estado de Idaho ha apagado voluntariamente las luces como resultado. El calor también ha provocado el cierre temporal de un centro para personas mayores en Rathdrum y el aplazamiento de algunas actividades culturales locales.
Además, se descubrió que la población de salmón rojo en Idaho estaba amenazada por el aumento de la temperatura del agua, lo que provocó medidas preventivas para evitar daños al ecosistema.

#### Oregón
Al menos 94 personas han muerto debido a las causas relacionadas con el calor, en comparación con 12 muertos en general en el período de 2017 a 2019.)  De estas muertes, 59 ocurrieron en el condado de Multnomah, que incluye Portland, 12 en el condado de Marion (Salem), diez en el condado de Clackamas, ocho en el condado de Washington dos en el condado de Deschutes (Bend), mientras que los condados de Columbia, Umatilla y Polk han registrado cada uno una muerte. De las víctimas del clima extremo actual, dos nadadores en Salem, que intentaban escapar del calor, desaparecieron en el río Willamette y dos personas sin hogar murieron en Bend el 28 de junio.
En Eugene, donde se llevaron a cabo las eliminatorias para los Juegos Olímpicos de Verano de 2020, el calor provocó la evacuación del estadio y el aplazamiento de algunos eventos para las horas de la tarde, ya que la temperatura de la pista del estadio excedió los 150 °F (66 °C). También provocó que un atleta se retirara de la carrera.
Salem registró al menos 30 lesiones relacionadas con el calor durante la ola de calor. 22 de esas lesiones ocurrieron del 25 al 27 de junio y otras 12 lesiones ocurrieron en la tarde del 28 de junio. También se informó un aumento en las enfermedades relacionadas con el calor en todo el estado de Oregón durante la ola de calor.
En el área metropolitana de Portland, TriMet suspendió el servicio MAX Light Rail y WES Commuter Rail durante parte del 27 de junio y todo el 28 de junio debido a que los cables de los que los vagones de tren ligero tomaban electricidad se habían combado. 

#### Estado de Washington
En el condado de King, donde se encuentra la ciudad de Seattle, se sabe que trece personas murieron a causa del calor hasta el 30 de junio. Se informaron tres víctimas más en el condado de Snohomish, nueve en el condado de Pierce, cuatro en el condado de Thurston, siete más en Spokane y tres más. muertes en el condado de Okanogan. La mayoría de las muertes ocurrieron entre los ancianos. Hubo al menos tres víctimas de ahogamiento, que intentaban escapar del calor.
Una piscina pública en el vecindario de Rainier Beach en Seattle fue cerrada debido a temperaturas peligrosamente altas en la cubierta. La ciudad anunció que limpiaría los puentes levadizos de acero con agua fría para evitar que se atasquen debido a la expansión térmica. Los trenes en el Tren Ligero de Seattle y el Ferrocarril Regional Sounder operaban a velocidades reducidas, ya que las vías del tren y las líneas aéreas pueden deformarse bajo el calor extremo. En el este de Washington, se informaron cortes de energía en Spokane, algunos de los cuales se realizaron para reducir la carga en los sistemas eléctricos.  Algunas de las empresas locales también han cerrado debido al calor.
Se cosechaban 10 millones de libras de fruta al día en el Noroeste del Pacífico en el momento en que golpeó la ola de calor. Los agricultores del este de Washington que se enfrentaban a la pérdida de la cosecha de cerezas enviaban a los trabajadores a los huertos por la noche para proteger su salud. La cosecha de frambuesa en el condado de Whatcom, Washington, el 85 % de la producción total del país, estaba en peligro.
En Seattle, casi un centenar de charranes juveniles cuyos nidos estaban encima de un edificio industrial murieron cuando se precipitaron al pavimento de abajo. Los investigadores del Departamento de Pesca y Vida Silvestre de Washington creen que las aves, demasiado jóvenes para volar, intentaban escapar del calor en el techo. Las aves que sobrevivieron a la caída fueron tratadas por quemaduras en los pies causadas por el asfalto.
Numerosos tenderos se han visto obligados a cerrar los pasillos y detener la venta de productos perecederos (o utilizar láminas de plástico como protectores térmicos de facto) debido a que las unidades de refrigeración fallaron bajo la carga. En algunos casos, emplearon sus sistemas de riego en la azotea. Del mismo modo, varios restaurantes y cafés cerraron debido a problemas de refrigeración y aire acondicionado y preocupaciones sobre el bienestar del personal.